# Bíbor folyók (film)
A Bíbor folyók (franciául: Les rivières pourpres) 2000-ben bemutatott francia bűnügyi-thriller film. Mathieu Kassovitz rendező Jean-Christophe Grangé Les rivières pourpres című bestseller regényét adaptálta. A filmet a Bíbor folyók 2. – Az apokalipszis angyalai követte 2004-ben.

## Történet
|  | Alább a cselekmény részletei következnek! |

Guernon egy kisváros valahol a francia Alpokban. A festői tájon kívül egyetlen nevezetessége van, egy több száz éve működő elitegyetem. Az álmos kisvárosban és a kétszáz kilométerre lévő Sarzac városában két furcsa bűneset történt egy időben.
Az első eset egy brutális gyilkosság. Az áldozat Rémy Caillois, a helyi egyetem könyvtárosa, akit magzati pozícióban, kivágott szemekkel, levágott kezekkel egy hatalmas sziklafal közepére akasztva talált meg Fanny Ferreira, az egyetem egykori hallgatója, most a környékbeli hegyek lavinaveszélyét figyelő gleccserkutató alkalmazottja. A másik eset sírrongálás és temetőgyalázás: egy húsz éve 1982-ben, tízévesen, látszólag közúti balesetben apjával együtt meghalt Judith Herault – aki a később aszkéta apácává lett anyja szerint maga az ördög – sírját megpróbálták feltörni, majd horogkeresztet rajzoltak a kriptájára. Egy egyidejűleg történt általános iskolai betörés vizsgálata során kiderül, hogy a betörő Judith iskolai aktáját lopta el.
Az első esethez a legbrutálisabb bűnügyek specialistáját, a párizsi Pierre Niemans főfelügyelőt hívják nyomozni, a másik ügyet Sarzac fiatal rendőrnyomozója, Max Kerkerian vizsgálja. A két nyomozó egymástól függetlenül áll a két ügy felgöngyölítéséhez, ám a szálak összekapcsolódnak, amikor mindketten eljutnak Philippe Sertys, az egyetem egy másik, a könyvtárvezető professzorhoz hasonlóan meggyilkolt és a gleccserbe fagyasztott alkalmazottjának holttestéhez, amelynek vizsgálata elvezet a szintén rituálisan meggyilkolt helyi szemészprofesszorhoz. Niemans korábban megtudta a szemésztől, hogy az egyetemen régóta folyó beltenyésztési program működik a professzorok között, amelynek célja az intellektuálisan felsőbbrendű ember megalkotása. A beltenyésztés következtében azonban megszaporodtak a genetikai betegségek, amik ellen az egyetem úgy próbál vérfrissítéssel védekezni, hogy az egyetem kórházában született városi, egészséges csecsemőket elcseréli a tenyésztés során született babákkal. Az egészséges csecsemők bevonását a könyvtárvezető szervezte. A városi gyerekek között elszaporodó genetikai betegségek miatt feszültség van az egyetem és a település között. A szemészprofesszor házában a gyilkos menekülni próbál, majd megtámadja az őt üldöző Niemanst és megszerezve annak fegyverét, az egész tárat ráüríti, vigyázva, hogy ne találja el. A fegyver vizsgálata során kiderül, hogy Judith Herault ujjlenyomatai vannak rajta. A nyomon elindulva Kerkerian megvizsgálja Herault sírját, ám onnan csak egy fényképpel tér vissza, amin Niemans Fannyt ismeri fel. Arra következtetnek, hogy Sertys elcserélte Fannyt az egyik halva született kísérleti csecsemőre, miközben egypetéjű ikertestvérét Judithot kontroll gyanánt a biológiai családjánál hagyta. A cserére az anya akkor jön rá, amikor Judithot csuklótörés miatt kórházba szállítják és ott képeket lát Fannyról. A család elmenekült a kórházból, az egyetem emberei üldözték őket és a férj halálát okozó balesetet okozták. Az anya elrejtette Judithot, és halálhírét keltette. Ahogy az anya lassan az őrületbe süllyedt, és apácaként keresett menedéket, Judith megkereste Fannyt, aki tovább rejtegette őt. A nyomozók Fanny házának pincéjében felfedezik az áldozatok kezét és szemét. Fannyt és Judithot a hegytetőn érik utol, ahol Fanny lavina kiváltásával fenyegeti őket. A felek között küzdelem kezdődik, amely kölcsönös lövöldözésbe torkollik. A hangzavar lavinát indít el, amely mindenkit eltemet. Judith meghal, a többieket megmentik. 
|  | Itt a vége a cselekmény részletezésének! |

## Szereplők
| Színész            | Szerep                                    | Magyar hang      |
| ------------------ | ----------------------------------------- | ---------------- |
| Jean Reno          | Pierre Niemans                            | Helyey László    |
| Vincent Cassel     | Max Kerkerian                             | Hujber Ferenc    |
| Nadia Farès        | Fanny Ferreira/Judith Herault             | Tóth Auguszta    |
| Dominique Sanda    | Andrée nővér                              | Kovács Nóra      |
| Karim Belkhadra    | Dahmane kapitány                          | Jakab Csaba      |
| Jean-Pierre Cassel | Dr. Bernard Chernezé, szemész             | Székhelyi József |
| Didier Flamand     | rektor                                    | Bács Ferenc      |
| Laurent Lafitte    | Hubert, a rektor fia                      | Holl Nándor      |
| François Levantal  | patológus                                 | Galbenisz Tomasz |
| Francine Bergé     | főnővér                                   | Borbás Gabi      |
| Laurent Avare      | Rémy Caillois, volt könyvtáros professzor | nem szólal meg   |
| Olivier Morel      | Philippe Sertys, egyetemi alkalmazott     | nem szólal meg   |

## Díjak, jelölések
A Bíbor folyókat 2001-ben jelölték a César-díjra a legjobb rendezés, legjobb zene, legjobb hang és a legjobb operatőr kategóriában. Jelölték az Európai Filmdíj legjobb rendező és legjobb színész kategóriájában. 2000-ben a rendező elnyerte a San Sebastian fesztivál Arany Kagyló díját. 2001-ben elnyerte a francia filmművészet aranycsillagát a legjobb rendező kategóriában.

## Lásd még
- eugenika